# Нобл, Рохинтон
Рохинтон Рустомджи (Эр Эр) Нобл (англ. Rohinton Rustomji (R. R.) Noble; 1926 или 1927 — 17 июня 1975, Индия) — индийский велогонщик, выступавший на треке. Участник летних Олимпийских игр 1948 года, бронзовый призёр летних Азиатских игр 1951 года.

## Биография
Рохинтон Нобл родился в 1926 или 1927 году.
В 1948 году вошёл в состав сборной Индии на летних Олимпийских играх в Лондоне. В гите на 1000 метров занял 19-е место, показав результат 1 минута 22,9 секунды и уступив 9,4 секунды завоевавшему золото Жаку Дюпону из Франции. В командной гонке преследования на 4000 метров сборная Индии, за которую также выступали Ади Хавевала, Джехангу Амин и Пилу Саркари, в 1/8 финала проиграла 50,3 секунды гонщикам Нидерландов и выбыла из розыгрыша.
В 1951 году стал бронзовым призёром летних Азиатских игр в Нью-Дели в индивидуальном спринте.
Умер 17 июня 1975 года в Индии.